# Peggy Bruzelius
Peggy Bertha Bruzelius, född 13 november 1949, är en svensk ekonom.
Bruzelius avlade ekonomexamen vid Handelshögskolan i Stockholm och blev då civilekonom.
Bruzelius har tidigare varit VD för ABB Financial Services AB och vice VD för SE-Banken. Hon var ordförande i Högskoleverkets styrelse 2007–2010.
Hon sitter i ett flertal företagsstyrelser: Lancelot (ordförande), Orrön Energy och International Airlines Group. Bruzelius är skattmästare (ekonomiansvarig) för Handelshögskolan i Stockholms direktion, högskolans högsta verkställande organ, sedan 2001.

## Utmärkelser
- Årets Ruter Dam 1992
- Ekonomie hedersdoktor vid Handelshögskolan i Stockholm (ekon.dr h.c.) 2005[1].
- Ledamot av Kungl. Ingenjörsvetenskapsakademien sedan 1993